# Serbie (thème)

Les thèmes de l'Empire byzantin à la mort de Basile II en 1025.

Le thème de Sirmium est un thème byzantin (une province civile et militaire) établi à la suite de la conquête de l'Empire bulgare par Basile II, achevée en 1019. 

## Histoire
L'existence même du thème de Serbie a souvent été remise en question. La région conquise par le tsar de Bulgarie Samuel est de ce fait un territoire vaincu par l'Empire byzantin. Toutefois, dès 1870, C.-A. Rambaud affirme que l'autorité byzantine sur la Serbie reste très formelle, à l'image de ce qu'elle est sur la Croatie. Selon Gustave Schlumberger, l'autorité byzantine se limite à un serment de vassalité de la part des princes serbes et à l'envoi d'un fonctionnaire byzantin ou d'un petit corps de troupes. Georg Ostrogorsky admet dans un premier temps l'existence d'un thème de Serbie avant de le remettre en cause. Selon lui, la Serbie est soumise à l'autorité de princes serbes fortement autonomes, tout comme la Croatie.
D'autres auteurs tels que Skabalanovic, sur lequel s'appuie Ostrogorsky lorsqu'il est encore convaincu de l'existence du thème, mentionnent la présence d'un thème de Serbie ou de Zachlumie. Laurent confirme cette thèse. Selon lui, la situation de la Croatie est différente. Non soumise à la Bulgarie, elle accepte d'elle-même l'autorité byzantine et reçoit ainsi un statut privilégié alors que la Serbie est conquise avec l'ensemble de la Bulgarie dont le territoire est divisé en thèmes (thèmes de Bulgarie, de Dyrrachium, de Paristrion...). Dès lors, Laurent admet difficilement que Basile II ait pu laisser une « trouée » dans ce dispositif. Un sceau vient confirmer cette hypothèse puisqu'il mentionne un duc de Thessalonique, de Bulgarie et de Serbie. Toutefois, de nombreux auteurs tels qu'Ostrogorsky y voient plutôt la mention de la ville de Sérvia ou de Serrès. Laurent récuse cette idée en affirmant que ce duc représente la solidité de l'organisation administrative voulue par Basile II qui souhaite sécuriser ses frontières pour se consacrer à d'autres conquêtes en Italie et en Sicile. Constantin Diogène, qui occupe cette charge de duc, serait aussi le premier stratège de Serbie.
Un texte de Cédrénus semble confirmer l'existence d'un thème de Serbie puisqu'il affirme en 1041 que le prince serbe Voïslav s'empare du pays des Serbes après s'être enfui de Constantinople et chasse Théophile Érotikos. La fonction de ce dernier est sujette à caution. Selon Laurent, il est stratège de Serbie mais Konstantin Jireček le qualifie de duc de Dyrrachium et Schlumberger de stratège de Dalmatie. Un autre texte atteste l'existence d'un joupan de Rascie ainsi que d'un ban de Bosnie dont le basileus recherche l'alliance en 1041. L'existence de telles principautés semble contredire l'existence d'un thème de Serbie. Toutefois, il n'est pas certain que ces principautés se trouvent sur le territoire du thème de Serbie. De surcroît, il est aussi possible que ces princes aient retrouvé une autonomie renforcée à la suite de la première révolte serbe de 1034 qui a fragilisé l'autorité impériale dans la région. En réalité, le soulèvement de Voïslav en Dioclée démontre surtout que l'autorité byzantine sur la Serbie reste limitée sans induire l'inexistence d'un thème de Serbie. Il est probable qu'à l'image des autres provinces frontalières de l'Empire byzantin, celle de Serbie ne survit que quelques décennies puisqu'à la suite de l'émancipation de la Dioclée, la Serbie devient indépendante de Constantinople . Plus récemment, Jean-Claude Cheynet affirme l'existence d'un thème de Serbie tout en ajoutant le statut particulier de cette région très autonome de Constantinople.